# Gérome Pouvreau
Gérome Pouvreau (* 1983 Francie) je bývalý francouzský reprezentant ve sportovním lezení, mistr světa v lezení na obtížnost, vicemistr Francie v lezení na obtížnost a boulderingu. V celkovém hodnocení světového poháru získal dohromady tři medaile v obou disciplínách a jednu v kombinaci.
Na mistrovství světa juniorů získal dvě medaile a zvítězil v celkovém hodnocení Evropského poháru juniorů v lezení na obtížnost.

## Výkony a ocenění

### Závodní výsledky
| Mistrovství světa | Mistrovství světa | Mistrovství světa | Mistrovství světa | Mistrovství světa | Mistrovství světa |
| Rok               | 2001              | 2003              | 2005              | 2007              | 2009              |
| ----------------- | ----------------- | ----------------- | ----------------- | ----------------- | ----------------- |
| Obtížnost         | 1                 | 9                 | —                 | —                 | —                 |
| Rychlost          | —                 | —                 | —                 | 29                | —                 |
| Bouldering        | —                 | —                 | 3                 | 37                | 12                |

| Světový pohár       | Světový pohár | Světový pohár | Světový pohár | Světový pohár |
| Rok                 | 2001          | 2002          | 2004          | 2006          |
| ------------------- | ------------- | ------------- | ------------- | ------------- |
| Obtížnost           | 1             | 3             |               |               |
| jednotlivě* (x/x/x) |               |               |               |               |
|                     |               |               |               |               |
| Bouldering          |               |               |               | 3             |
| jednotlivě* (x/x/x) |               |               |               |               |
|                     |               |               |               |               |
| Kombinace           |               |               | 3             |               |

- poznámka: nalevo jsou poslední závody v roce

| Mistrovství Francie | Mistrovství Francie | Mistrovství Francie | Mistrovství Francie | Mistrovství Francie | Mistrovství Francie |
| Rok                 | 2000                | 2001                | 2002                | 2003                | 2004                |
| ------------------- | ------------------- | ------------------- | ------------------- | ------------------- | ------------------- |
| Obtížnost           | 2                   | 3                   | 2                   | 3                   | 3                   |
| Bouldering          |                     |                     |                     |                     | 2                   |

| Mistrovství světa juniorů | Mistrovství světa juniorů | Mistrovství světa juniorů |
| Rok                       | 2000                      | 2002                      |
| ------------------------- | ------------------------- | ------------------------- |
| Obtížnost                 | 3                         | 2                         |

| Evropský pohár juniorů | Evropský pohár juniorů |
| Rok                    | 1999 kat. A            |
| ---------------------- | ---------------------- |
| Obtížnost              | 1                      |
| jednotlivě*            |                        |

- poznámka: nalevo jsou poslední závody v roce